# Fyter Fest
Fyter Fest è stato un evento in pay-per-view di wrestling organizzato dalla All Elite Wrestling dal 2019.

## Edizioni
| Edizione                                             | Data           | Città         | Main event |
| ---------------------------------------------------- | -------------- | ------------- | --- |
| 2019 (Dettagli)                                      | 29 giugno 2019 | Daytona Beach | Jon Moxley vs. Joey Janela in un Unsanctioned match |
| 2020 (Notte 1) (Dettagli) esclusiva di AEW Dynamite  | 1º luglio 2020 | Jacksonville  | Adam Page e Kenny Omega (c) vs. Chuck Taylor e Trent per l'AEW World Tag Team Championship                                                                   |
| 2020 (Notte 2) (Dettagli) esclusiva di AEW Dynamite  | 8 luglio 2020  | Jacksonville  | Chris Jericho vs. Orange Cassidy |
| 2021 (Notte 1) (Dettagli) esclusiva di AEW Dynamite  | 14 luglio 2021 | Cedar Park    | Darby Allin vs. Ethan Page in un Coffin match |
| 2021 (Notte 2) (Dettagli) esclusiva di AEW Dynamite  | 21 luglio 2021 | Garland       | Jon Moxley (c) vs. Lance Archer in un Texas death match per l'IWGP United States Championship                                                                |
| 2022 (Notte 1) (Dettagli) esclusiva di AEW Dynamite  | 13 luglio 2022 | Savannah      | Young Bucks (c) vs. Team Taz (Ricky Starks e Powerhouse Hobbs) vs. Swerve in Our Glory (Keith Lee e Swerve Strickland) per l'AEW World Tag Team Championship |
| 2022 (Notte 2) (Dettagli) esclusiva di AEW Rampage   | 15 luglio 2022 | Savannah      | Lucha Brothers (Penta Oscuro e Rey Fénix) vs. Private Party (Isiah Kassidy e Marq Quen)                                                                      |
| 2022 (Notte 3) (Dettagli) esclusiva di AEW Dynamite  | 20 luglio 2022 | Duluth        | Eddie Kingston vs. Chris Jericho in un Barbed wire explosion match Il resto della Jericho Appreciation Society è rimasta sopra al ring in una shark cage     |
| 2022 (Notte 4) (Dettagli) esclusiva di AEW Rampage   | 22 luglio 2022 | Duluth        | Jay Lethal vs. Christopher Daniels |
| 2023 (Notte 1) (Dettagli) esclusiva di AEW Dynamite  | 23 agosto 2023 | Duluth        | Aussie Open (Kyle Fletcher e Mark Davis) (c) vs. The Hardys (Jeff Hardy e Matt Hardy) per l'ROH World Tag Team Championship                                  |
| 2023 (Notte 2) (Dettagli) esclusiva di AEW Rampage   | 25 agosto 2023 | Lexington     | The Outcasts (Saraya e Toni Storm) vs. Hikaru Shida e Dr. Britt Baker D.M.T                                                                                  |
| 2023 (Notte 3) (Dettagli) esclusiva di AEW Collision | 26 agosto 2023 | Duluth        | Darby Allin, Sting, Hook e CM Punk vs. Mogul Embassy (Brian Cage e Swerve Strickland), Jay White e Luchasaurus                                               |